# 新屋敷停留場
新屋敷停留場（日语：／ Shinyasiki teiryūjō */?），又稱新屋敷電車站，是位於鹿兒島縣鹿兒島市新屋敷町，鹿兒島市交通局（鹿兒島市電）第一期線的電車站。車站編號為I10。

## 歷史
- 1914年7月3日 - 鹿兒島電氣軌道電車站啟用。
- 1928年7月1日 - 鹿兒島市電氣局接管路線。
- 1933年1月 - 改組成為鹿兒島市交通課車站。
- 1956年5月10日 - 改組成為鹿兒島市交通局車站。

## 電車站構造
此電車站設有2面2線的相對式低地台月台。兩月台上設有電車接近顯示器和廣播系統。兩月台可讓輪椅人士上落。但是電動輪椅人士由於月台寬度問題使不能使用此電車站。

### 運行系統
此電車站是第一期線電車站之一。■1系統會駛入此站。

## 使用狀況
| 1日上下車人次變化 | 1日上下車人次變化 |
| 年度              | 1日平均人次       |
| ----------------- | ----------------- |
| 2011年            | 878               |
| 2012年            | 881               |
| 2013年            | 887               |
| 2014年            | 896               |
| 2015年            | 803               |

## 巴士路線
鹿兒島市營巴士新屋敷巴士站
- 14號線（谷山線）
- 15號線（東紫原線）
- 15-2號線（東紫原線）
- 16號線（鴨池港、文化會堂線）
- 16-2號線（鴨池港、文化會堂線、經中央站）
- 18號線（大學醫院線）
- 19號線（南紫原線）
- 28號線（伊敷、鴨池港線）
- 29號線（伊敷新城、鴨池港線）
- 30號線（明和、鴨池港線）

## 電車站周邊
- 南日本放送會館
- 鹿兒島縣住宅供給公社大廈A館、B館
- MBC學園
- 鹿兒島中央警署（日语：鹿児島中央警察署）、縣警武道館
- 鹿兒島市立甲東中學（日语：鹿児島市立甲東中学校）
- 新屋敷溫泉
- 西日本白蟻（日语：西日本シロアリ）總部大廈
- 鹿兒島女子短期大學

## 相鄰電車站
鹿兒島市交通局
鹿兒島市電■1系統
甲東中學校前（I09）－新屋敷（I10）－武之橋（I11）

## 注腳
1. ↑  国土数値情報(駅別乗降客数データ)  （页面存档备份，存于）（日語） - 國土交通省，2018年12月10日參閲

## 外部連結
- 鹿兒島市交通局 （页面存档备份，存于）（日語）